# Hofer-Zehnder-Kapazität
In der Mathematik ist die Hofer-Zehnder-Kapazität eine Invariante symplektischer Mannigfaltigkeiten. Sie gehört zur Klasse der symplektischen Kapazitäten, die die „symplektische Größe“ messen und damit eine Obstruktion gegen die Existenz symplektischer Einbettungen liefern. Sie wurde von Helmut Hofer und Eduard Zehnder eingeführt.

## Definition
Es sei {\displaystyle (M,\omega )} eine symplektische Mannigfaltigkeit, evtl. mit Rand {\displaystyle \partial M}.
Eine glatte Funktion {\displaystyle H\colon M\to \mathbb {R} } mit Hamiltonschem Vektorfeld {\displaystyle X_{H}} heißt zulässig, wenn {\displaystyle H\geq 0} überall und {\displaystyle H=0} auf einer nichtleeren offenen Menge, wenn es eine kompakte Menge {\displaystyle K\subset M\setminus \partial M} gibt, auf deren Komplement {\displaystyle H} konstant sein Maximum annimmt, und wenn alle nicht-konstanten periodischen Integralkurven von {\displaystyle X_{H}} die Periode {\displaystyle 1} haben.
Die Hofer-Zehnder-Kapazität {\displaystyle c_{HZ}(M,\omega )} ist dann definiert als
{\displaystyle c_{HZ}(M,\omega ):=\sup \left\{\max(H)\vert H\colon M\to \mathbb {R} {\mbox{ zulässig }}\right\}}.